# Kościół Ścięcia św. Jana Chrzciciela w Pleszewie
Kościół Ścięcia Świętego Jana Chrzciciela w Pleszewie – rzymskokatolicki kościół parafialny w mieście Pleszew. Mieści się przy Placu Kościelnym. Należy do dekanatu Pleszew.

## Historia i architektura
Świątynia istnieje co najmniej od XIV stulecia i do 1806 roku otoczona była cmentarzem grzebalnym. Budowla murowana, orientowana, zbudowana jako gotycka i odbudowana po spaleniu w 1606 i 1715. Częściowo spalona w 1806 roku. i odbudowana w latach 1807–1822, eklektyczna, z elementami gotyckich murów. Powiększona w 1854 roku o wschodnią zakrystię, a w latach 1873–1878 o neogotycką kaplicę św. Józefa. W 1933 roku została wpisana do rejestru zabytków. W latach pięćdziesiątych XX wieku na ścianach i sklepieniach naw oraz prezbiterium zostały wykonane sztukaterie o charakterze rokokowym przez Jana Żaka, stiuki kolumn i ołtarza głównego wykonane przez Leona Cybińskiego, jak i sklepienie w prezbiterium.

## Wyposażenie
Kościół posiada trzy ołtarze w stylu barokowo-klasycystycznym, z przebudowanymi zakończeniami. W kaplicy św. Józefa znajduje się pseudogotycki ołtarz z około 1898 roku, wykonany w warsztacie Antoniego Szymańskiego oraz pseudogotycka chrzcielnica. Na fasadzie budowli są umieszczone dwie tablice z 1925 roku zaprojektowane przez Władysława Marcinkowskiego upamiętniające ofiary I wojny światowej, powstania wielkopolskiego oraz wojny polsko-radzieckiej, a na elewacji północnej – księdza Kazimierza Niesiołowskiego (wykonana w 1974 roku) i ks. Jerzego Popiełuszki (wykonana w 1999 roku) oraz dwie tablice poświęcone św. Janowi Chrzcicielowi, ustanowionemu patronem Pleszewa w 2003 roku.

## Organy
O pierwszych organach w tym kościele nie ma dużo informacji. Jednomanuałowy instrument rozebrano przed 1887 r. z powodu prac remontowych w kościele. Po ich zakończeniu próbowano wyposażyć kościół w nowe organy, których budowa nie doszła jednak do skutku. W późniejszym czasie planowano także zmontować stare organy i je wyremontować. Sprawa budowy nowego instrumentu powróciła po I wojnie światowej. W grudniu 1926 r. powierzono Albertowi Polcynowi budowę obecnych organów, które zostały wykonane około dwa lata później. W latach powojennych instrument został rozbudowany o pięć głosów przez Kazimierza Urbańskiego z Bydgoszczy. Wtedy też rozbudowano prospekt o boczne segmenty, w których znajdują się piszczałki Puzonu. Około 2010 r. instrument przeszedł naprawy, których poziom był bardzo niski.
Dyspozycja instrumentu:
| Manuał I          | Manuał II         | Pedał          |
| ----------------- | ----------------- | -------------- |
| 1. Bourdun 16’    | 1. Prync.skrz. 8’ | 1. Subbas 16’  |
| 2. Pryncypał 8’   | 2. Flet amab 8’   | 2. Violon 16’  |
| 3. Gamba 8’       | 3. Aeolina 8’     | 3. Octavbas 8’ |
| 4. Gemshorn 8’    | 4. Vox coel. 8’   | 4. Cello 8’    |
| 5. Salicional 8’  | 5. Dolce flet 4’  | 5. Puzon 16*   |
| 6. Holflet 8’     | 6. Major fl. 8*   |                |
| 7. Oktawa 4’      | 7. Obój 8*        |                |
| 8. Fugara 4’      |                   |                |
| 9. Rurflet 4’     |                   |                |
| 10. Kornet 2–3 f. |                   |                |
| 11. Mixtura 3f.   |                   |                |
| 12. Museta 8*     |                   |                |
| 13. Szałamaja 8*  |                   |                |